# Tropheryma whipplei
Tropheryma whipplei é uma espécie de bactéria na forma de bacilo gram-positivo que causa a doença de Whipple, uma enfermidade caracterizada pela presença de artralgia, diarreia, dores abdominais, perda de peso, linfadenopatia febre e aumento da pigmentação da pele. 

## Epidemiologia
Afecta, maioritariamente, a homens jovens e de meia-idade.

## Clínica
Esteatorreia associada a artralgias, febre, linfadenopatia e fadiga extrema. Pode haver envolvimento do SNC e do endocárdio. A demência é um sinal de mau prognóstico.

## Histologia
Infiltração histiocítica da mucosa do inestino delgado (semelhante à infeção por Mycobacterium avium intracellulare em doentes com SIDA). Presença de macrófagos PAS+ na lâmina própria, que podem causar obstrução linfática.

## Tratamento
Trimetropim-sulfametoxazol durante 1 ano.